# Ларак (город)

Древнее Междуречье

Ларак (шум. ЛА.РАК, ЛА.РА.АКки — «Видеть яркое сияние») — один из древнейших шумерских городов в Южной Месопотамии, местонахождение не установлено.
Шумерские легенды говорят, что перед Великим потопом Ларак был построен третьим после Бад-тибиры из пяти самых важных городов этих земель того времени. Согласно литературным записям, другими главными городами самого раннего Шумера были Эреду, Бад-тибира, Сиппар и Шуруппак. Согласно Ниппурскому царскому списку в Лараке правил 1 мифический царь Эн-Сибзаанна в течение 8 шаров (28800 лет), после чего город был оставлен и его престол перенесен в Сиппар.

## Правители Бад-Тибиры
- Эн-Сибзаанна правил — 8 шаров[3] (28800 лет)[4].